# 할리파 빈 자이드 알나흐얀
할리파 빈 자이드 알나하얀(아랍어: خليفة بن زايد بن سلطان آل نهيان, 영어: Khalifa bin Zayed bin Sultan Al Nahyan, 1948년 9월 7일~2022년 5월 13일)은 아랍에미리트의 정치인이다. 한국 언론에서는 할리파 대통령이라고 부른다.

## 생애
1948년 9월 7일, 아랍에미리트 알아인(Al-AIN)이라는 작은 마을에서 태어났다. 1971년, 아랍에미리트가 영국으로 독립 이후 대통령으로 취임한 아버지 셰이크 자이드 빈 술탄 알나하얀 밑에서 아랍에미리트의 부총리가 되었고, 1976년 연방군 부사령관이 되었다.
UAE의 연방 대통령이자 아부다비 에미리트의 국왕인 아버지의 병이 심각해지자 실질적인 권한의 UAE의 연방 대통령 대행으로 활동하였고, 2004년 11월 아버지가 사망하자 UAE의 연방 대통령과 아부다비 에미리트 국왕이 되었다.
2005년 국가공무원 봉급을 15∼25% 인상하였으며, 각 토후국의 수장들이 임명하던 입법기관인 연방국가평의회 의원 중 절반은 간접선거로 선출할 계획을 발표하였다.
그러나 그 후로도 여전히 수장들이 의원을 임명하고 있다.
2014년, UAE의 연방 대통령이자 아부다비 에미리트의 국왕인 할리파 빈 자이드 알나하얀이 뇌졸중으로 쓰러졌다. 그 후로는 아부다비 에미리트의 왕세제인 무함마드 빈 자이드 알 나하얀이 UAE를 사살상 통치하고 있다.
2022년 5월 13일 오랜 투병 생활 끝에 향년 73세로 별세했다.

## 취미
그는, 전통 스포츠인 경마와 낙타 경주에 관심이 많이 있다.

## 기타 설명
- 그는 서유럽 수준의 근대화를 따르는 개혁가로 알려져 있다.
- 부르즈 할리파는 세상에서 가장 높은 건물로 그의 이름을 따서 이름을 지었다.